# Tadcaster
Tadcaster est une ville et une paroisse civile du Yorkshire du Nord, en Angleterre. Elle est jumelée avec Saint-Chély-d'Apcher (France). Au recensement de 2004, la population comptait 7 280 habitants et au recensement de 2021, elle comptait 6 335 habitants.

## Économie
La ville accueille la brasserie John Smith's Brewery (en).

## Personnalités liées à la ville
- Felicity Lane-Fox, (1918-1988), pair et femme politique britannique.